# الرتب العسكرية في الكويت
الرتب العسكرية في الكويت عبارة عن الشارات العسكرية التي تستخدمها القوات العسكرية الكويتية ، والتي تستخدمها بنظام رتب مماثل للنظام المتبع في المملكة المتحدة. ويتم تحديد رتبة كل جندي بناء على بعض الشروط الأساسية، والتي أولها المستوى التعليمي ، وتأتي فيما بعد ترقية كل عسكري بناء على الخبرة والأقدمية، بحيث ينقسم الجيش الكويتي إلى فئتين أساسيتين: فئة الضباط ، وفئة ضباط الصف والأفراد.

## رتب الضباط
شارات رتب الضباط.
| القوة العسكرية           | الضباط الأمراء | الضباط الأمراء | الضباط الأمراء | الضباط الأمراء | الضباط الأمراء | الضباط الأمراء | الضباط الأمراء | الضباط الأمراء | الضباط الأمراء | الضباط الأمراء | الضباط القادة | الضباط القادة | الضباط القادة | الضباط القادة | الضباط القادة | الضباط القادة | الضباط الأعوان | الضباط الأعوان | الضباط الأعوان | الضباط الأعوان | الضباط الأعوان | الضباط الأعوان | الضباط الأعوان | الضباط الأعوان | الطلاب | الطلاب | الطلاب | الطلاب | الطلاب | الطلاب | الطلاب | الطلاب | الطلاب | الطلاب | الطلاب | الطلاب |
| ------------------------ | -------------- | -------------- | -------------- | -------------- | -------------- | -------------- | -------------- | -------------- | -------------- | -------------- | ------------- | ------------- | ------------- | ------------- | ------------- | ------------- | -------------- | -------------- | -------------- | -------------- | -------------- | -------------- | -------------- | -------------- | ------ | ------ | ------ | ------ | ------ | ------ | ------ | ------ | ------ | ------ | ------ | ------ |
| جيش الكويت ·             |                |                |                |                |                |                |                |                |                |                |               |               |               |               |               |               |                |                |                |                |                |                |                |                |        |        |        |        |        |        |        |        |        |        |        |        |
| فريق أول                 | فريق أول       | فريق           | فريق           | لواء           | لواء           | عميد           | عميد           | عقيد           | عقيد           | مقدم           | مقدم          | رائد          | رائد          | نقيب          | نقيب          | ملازم أول     | ملازم أول      | ملازم أول      | ملازم          | ملازم          | ملازم          |                |                |                |        |        |        |        |        |        |        |        |        |        |        |        |
| القوة البحرية الكويتية · |                |                |                |                |                |                |                |                |                |                |               |               |               |               |               |               |                |                |                |                |                |                |                |                |        |        |        |        |        |        |        |        |        |        |        |        |
| فريق أول                 | فريق أول       | فريق           | فريق           | لواء           | لواء           | عميد           | عميد           | عقيد           | عقيد           | مقدم           | مقدم          | رائد          | رائد          | نقيب          | نقيب          | ملازم أول     | ملازم أول      | ملازم أول      | ملازم          | ملازم          | ملازم          |                |                |                |        |        |        |        |        |        |        |        |        |        |        |        |
| قوات الكويت الجوية ·     |                |                |                |                |                |                |                |                |                |                |               |               |               |               |               |               |                |                |                |                |                |                |                |                |        |        |        |        |        |        |        |        |        |        |        |        |
| فريق أول                 | فريق أول       | فريق           | فريق           | لواء           | لواء           | عميد           | عميد           | عقيد           | عقيد           | مقدم           | مقدم          | رائد          | رائد          | نقيب          | نقيب          | ملازم أول     | ملازم أول      | ملازم أول      | ملازم          | ملازم          | ملازم          |                |                |                |        |        |        |        |        |        |        |        |        |        |        |        |

ونلاحظ من خلال هذا الجدول أن عدد الرتب بين الضباط عشر رتب، والتي يمكن قراءتها تصاعديًا على النحو التالي:
- الرتبة العاشرة (ملازم) وهي رتبة بنجمة واحدة. وتستمر مدة عمله (2 ) سنه
- الرتبة التاسعة (ملازم أول) يقوم بنقس مهام الملازم، ويمكنه البقاء في هذه الرتبة لمدة أربع سنوات.
- الرتبة الثامنة (نقيب) وهو يتولى مسؤولية فشل أي جندي في مهامه العسكرية.
- الرتبة السابعة (رائد) يتولى قيادة 800 جندي كحد أدنى.
- الرتبة السادسة (مقدم) يقوم بقيادة الكتائب، والتي قد يبلغ عدد أفرادها حوالي 5000 جندي، وهو يمتلك كل الصلاحيات داخل كتائبه. وتستمر أربع سنوات
- الرتبة الخامسة (عقيد أو كولونيل) ولا يمكن الحصول على هذه الرتبة إلا بعد مرور 20 عامًا من الخدمة العسكرية، وهي من الرتب الرفيعة في الجيش الكويتي وقواته. وتستمر أربع سنوات
- الرتبة الرابعة (عميد) يتولى مسؤولية القاء الأوامر، ويقود 10000 جندي أثناء الحروب.
- الرتبة الثالثة (لواء) يحصل الضابط عليها بعد قضاءه 30 عامًا في الخدمة العسكرية.
- الرتبة الثانية (فريق) يتم ترقية اللواء إلى فريق بتوصية من وزير الدفاع، وتعد أعلى مرتبة في العديد من الدول العربية.
- الرتبة الأولى (فريق أول أو مشير) لا يحصل عليها إلا الضباط المميزين بالجيش، وهم قلة. وتستمر حتى نهاية الخدمة.

## رتب أخرى
شارات رتبة ضباط الصف والأفراد المجندين.
| القوة العسكرية           | كبار ضباط الصف | كبار ضباط الصف | كبار ضباط الصف | كبار ضباط الصف | كبار ضباط الصف | كبار ضباط الصف | كبار ضباط الصف | كبار ضباط الصف | كبار ضباط الصف | كبار ضباط الصف | كبار ضباط الصف | كبار ضباط الصف | كبار ضباط الصف | كبار ضباط الصف | كبار ضباط الصف | كبار ضباط الصف | كبار ضباط الصف | كبار ضباط الصف | كبار ضباط الصف | كبار ضباط الصف | كبار ضباط الصف | كبار ضباط الصف | صغار ضباط الصف | صغار ضباط الصف | صغار ضباط الصف | صغار ضباط الصف | صغار ضباط الصف | صغار ضباط الصف | الأفراد  | الأفراد  | الأفراد  | الأفراد  | الأفراد | الأفراد | الأفراد   | الأفراد   |
| ------------------------ | -------------- | -------------- | -------------- | -------------- | -------------- | -------------- | -------------- | -------------- | -------------- | -------------- | -------------- | -------------- | -------------- | -------------- | -------------- | -------------- | -------------- | -------------- | -------------- | -------------- | -------------- | -------------- | -------------- | -------------- | -------------- | -------------- | -------------- | -------------- | -------- | -------- | -------- | -------- | ------- | ------- | --------- | --------- |
| جيش الكويت ·             |                |                |                |                |                |                |                |                |                |                |                |                |                |                |                |                |                |                |                |                |                |                |                |                |                |                |                |                |          |          |          |          |         |         | بدون شارة | بدون شارة |
| جيش الكويت ·             | وكيل أول       | وكيل أول       | وكيل أول       | وكيل أول       | وكيل أول       | وكيل أول       | وكيل           | وكيل           | رقيب أول       | رقيب أول       | رقيب           | رقيب           | رقيب           | رقيب           | رقيب           | رقيب           | رقيب           | رقيب           | رقيب           | رقيب           | رقيب           | رقيب           | عريف           | عريف           | عريف           | عريف           | جندي أول       | جندي أول       | جندي أول | جندي أول | جندي أول | جندي أول | جندي    | جندي    |           |           |
| القوة البحرية الكويتية · |                |                |                |                |                |                |                |                |                |                |                |                |                |                |                |                |                |                |                |                |                |                |                |                |                |                |                |                |          |          |          |          |         |         | بدون شارة | بدون شارة |
| القوة البحرية الكويتية · | وكيل أول       | وكيل أول       | وكيل أول       | وكيل أول       | وكيل أول       | وكيل أول       | وكيل           | وكيل           | رقيب أول       | رقيب أول       | رقیب           | رقیب           | رقیب           | رقیب           | رقیب           | رقیب           | رقیب           | رقیب           | رقیب           | رقیب           | رقیب           | رقیب           | عريف           | عريف           | عريف           | عريف           | جندي أول       | جندي أول       | جندي أول | جندي أول | جندي أول | جندي أول | جندي    | جندي    |           |           |
| قوات الكويت الجوية ·     |                |                |                |                |                |                |                |                |                |                |                |                |                |                |                |                |                |                |                |                |                |                |                |                |                |                |                |                |          |          |          |          |         |         | بدون شارة | بدون شارة |
| قوات الكويت الجوية ·     | وكيل أول       | وكيل أول       | وكيل أول       | وكيل أول       | وكيل أول       | وكيل أول       | وكيل           | وكيل           | رقيب أول       | رقيب أول       | رقیب           | رقیب           | رقیب           | رقیب           | رقیب           | رقیب           | رقیب           | رقیب           | رقیب           | رقیب           | رقیب           | رقیب           | عريف           | عريف           | عريف           | عريف           | جندي أول       | جندي أول       | جندي أول | جندي أول | جندي أول | جندي أول | جندي    | جندي    |           |           |

ومن خلال هذا الجدول نشير إلى أن عدد الرتب من ضباط الصف والأفراد المجندين، سبع رتب، ويمكن قراءتها تصاعديًا على الوجه التالي:
- الرتبة السابعة (جندي) حيث ينال كل فرد بالجيش الكويتي وقواته هذه الرتبة، وهو لا يحمل أي من الشارات.
- الرتبة السادسة (وكيل عريف أو جندي أول) ويتواى قيادة ما بين 30 إلى 40 جندي.
- الرتبة الخامسة (عريف) ولا تختلف مهامه عن وكيل العريف، من حيث أنه يقود فصائل تتكون من 30 إلى 40 جندي أيضًا.
- الرتبة الرابعة (رقيب أو جاويش) ويتكلف بقيادة مجموعة من الأفراد والجنود.
- الرتبة الثالثة (رقيب أول ) وتتشابه مهامه مع مهام رتبة الرقيب، وهذه الرتبة من قائمة الرتب المشتركة في تسمية الجيوش العربية.
- الرتبة الثانية (وكيل ضابط) ويقوم بالاشراف على الأعمال الإدارية والتدريبية للرتب الأدني.
- الرتبة الأولى (وكيل ضابط أول) يهتم بقيادة صفوف الأفراد وضباط الصف، ويهتم أيضًا بالشؤون الادارية والتدريبية.

## روابط خارجية
- "Kuwait". uniforminsignia.org. The International Encyclopedia of Uniform Insignia. مؤرشف من الأصل في 2022-02-04. اطلع عليه بتاريخ 2022-01-31.